# Winnipeg Monarchs (1906)
Winnipeg Monarchs byl amatérský kanadský klub ledního hokeje, který sídlil ve Winnipegu v provincii Manitoba. Na mistrovství světa v ledním hokeji v roce 1935 ve Švýcarsku reprezentoval kanadský výběr. Na tomto turnaji kanadský tým zvítězil i dalším rokem a získal tak zlaté medaile.

## Úspěchy
- Mistrovství světa v ledním hokeji ( 1× )
  - 1935

## Soupiska medailistů z MS 1935
Brankář: Art Rice-Jones

Obránci: Cameron Shewan, Joe Rivers, Roy Hinkel,

Útočníci: Archie Creighton, Albert T. Lemay, Anthony Lemay, Victor Lindqvist, Norman Rivers, Norm Yellowlees.

Trenér: Scotty Oliver.